# Lazar Dunđerski
Le comte Lazar Dunđerski (Лазар Дунђерски en serbe cyrillique) ou Lazare Dundjerski en français, né le 25 mars 1833 à Srbobran et mort le 13 juillet 1917 dans la même ville, est un aristocrate, industriel, brasseur, grand propriétaire terrien et mécène serbe ayant été un des hommes les plus riches de la Voïvodine,. Il est principalement connu pour avoir investi dans divers groupes notamment Carlsberg, dont il est un des principaux fondateurs pour le groupe serbe, dont une des bières porte aujourd'hui son nom et pour les aides financières reconnues qu'il a apporté à de jeunes scientifiques, écrivains et artistes tels que Nikola Tesla, Jovan Jovanović Zmaj, Laza Kostić ou encore Uroš Predić ainsi que pour être le fondateur de Lav pivo.

## Biographie
Lazar Dunđerski, né le 25 mars 1833 à Srbobran, est le plus jeune fils du comte Gedeon Dunđerski (1806-1883), industriel et grand propriétaire terrien, et de Persida Dunđerski, née Letić (1805-1856),. Il a deux frères, Aleksandar et Novak (1830-1862) et une sœur, Marija Teodorović, née Dunđerski. Après avoir entamé des études de droit à Srbobran, Lazar se lance dans des études d'économie à Čelarevo et crée la bière Lav pivo.
Il épouse Sofija Đorđević (1831-1920) avec qui il a cinq enfants dont Olga Jovanović, née Dunđerski, (1860-1943), Lenka (1870-1895), Đorđe (1873-1950), Gedeon, nommé comme son grand-père, (1875-1939) et Emilija Ivanović, née Dunđerski. Sa fille Lenka est célèbre pour la relation qu'elle a eu avec Laza Kostić, celle-ci alors âgée de 21 ans et lui de 50, qui inspirera l'écrivain romantique pour l'écriture de son poème le plus connu Santa Maria della Salute, écrite après le décès de cette dernière du typhus le jour de ses vingt-cinq ans.
Par son activité de brasseur et à l'aide de ses fructueux investissements, Lazar Dunđerski parvient à acquérir plusieurs châteaux dont le château de Sokolac qu'il offre à sa fille Lenka, le château de Hajdučica ou encore les deux châteaux à Kulpin.
Lazar Dunđerski meurt le 25 mars 1833 à Srbobran.